# Configuración alar

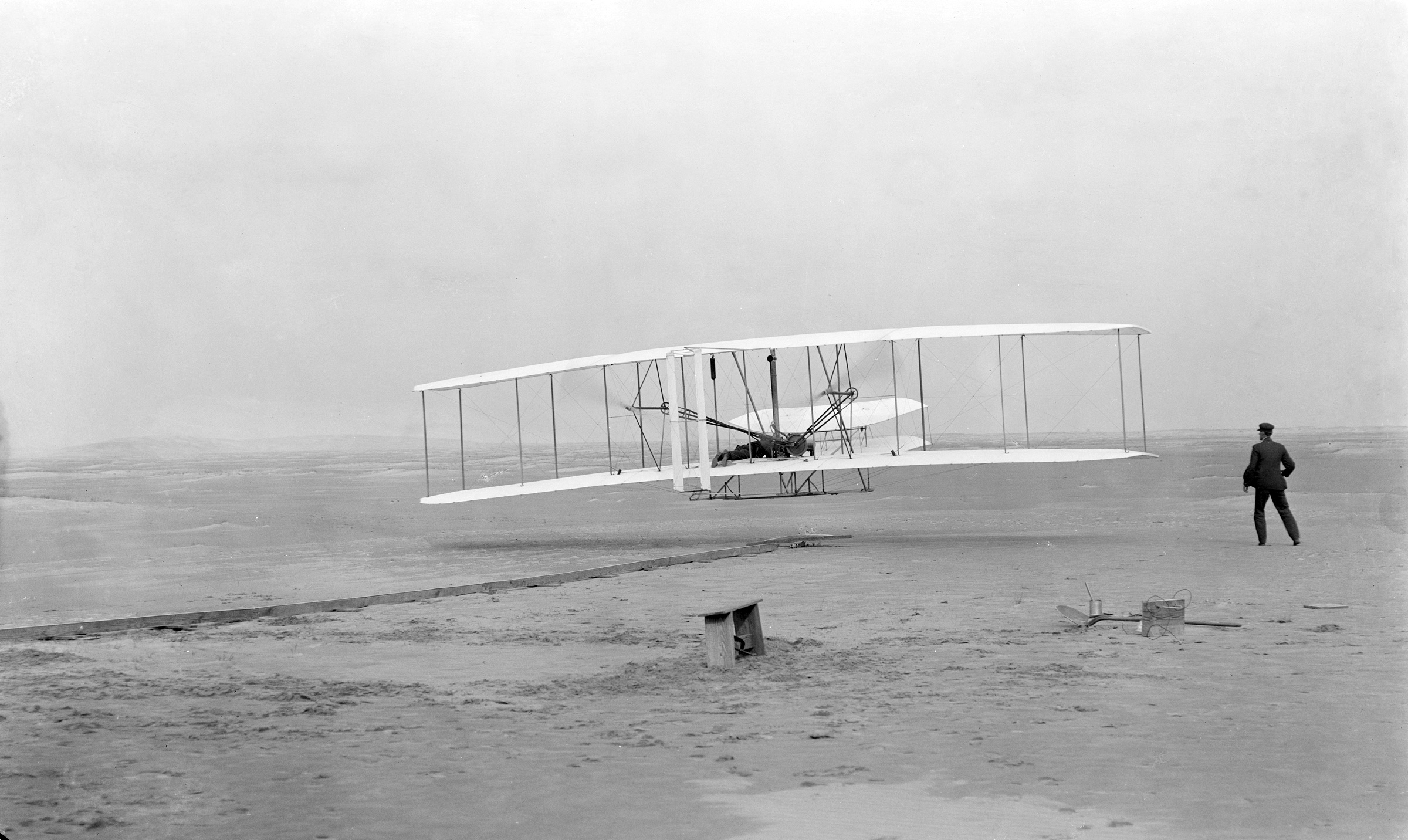
Un Wright Flyer, avión pato biplano con varias filas de mástiles, que permiten el primer vuelo motorizado de la historia en 1903

Sobre la configuración general de un avión, incluyendo el fuselaje, cola, ala y motores, ir al artículo principal sobre aviones.
Sobre tipos de aviones con ala de giro fijo ir al artículo aeronaves de ala giratoria.
La configuración alar es la disposición de las alas de un avión, tanto en cantidad como en dimensiones como en situación de ellas respecto al fuselaje del mismo. Desde los comienzos de la aviación se utilizaron numerosas configuraciones de ala para asegurar la sustentación de los «más pesados que el aire», expresión que se empezó a utilizar desde los años 1860. En un primer momento se copiaron las configuraciones de los animales voladores. Las alas adoptaron a principio del siglo XX las disposiciones que se conocen en la actualidad.
Para aumentar la superficie portante de sus aviones pesados y poco motorizados, los pioneros de la aviación multiplicaron el número de alas que componen el plano de sustentación, a imagen del «Flyer» de los hermanos Wright o del «Voicin-Farman 1907». Con el aumento de la potencia de las motorizaciones, la configuración monoplano se impuso finalmente ya que la mayor velocidad permitía compensar la disminución de la sustentación relacionada con la disminución de la superficie portante. El velamen se perfeccionó constantemente, aumentó su capacidad portante máxima para llevar cargas cada vez más elevadas y reduciendo el  arrastre para volar más rápido y más lejos consumiendo menos carburante. En los años 1970 se desarrollaron las alas de geometría variable para sacar provecho de las ventajas de las diferentes configuraciones del ala según las situaciones de vuelo.

## Definición
El término «ala» puede designar la superficie alar portante de un aerodino —ala libre, ala en delta, ala volante—, pero también un elemento de este velamen portante como son el ala derecha o izquierda, ala superior o inferior, ala anterior o posterior.

### Monoplano

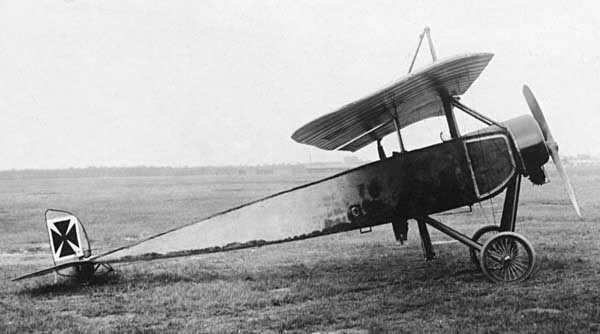
Monoplano con ala en parasol Morane-Saulnier 1913

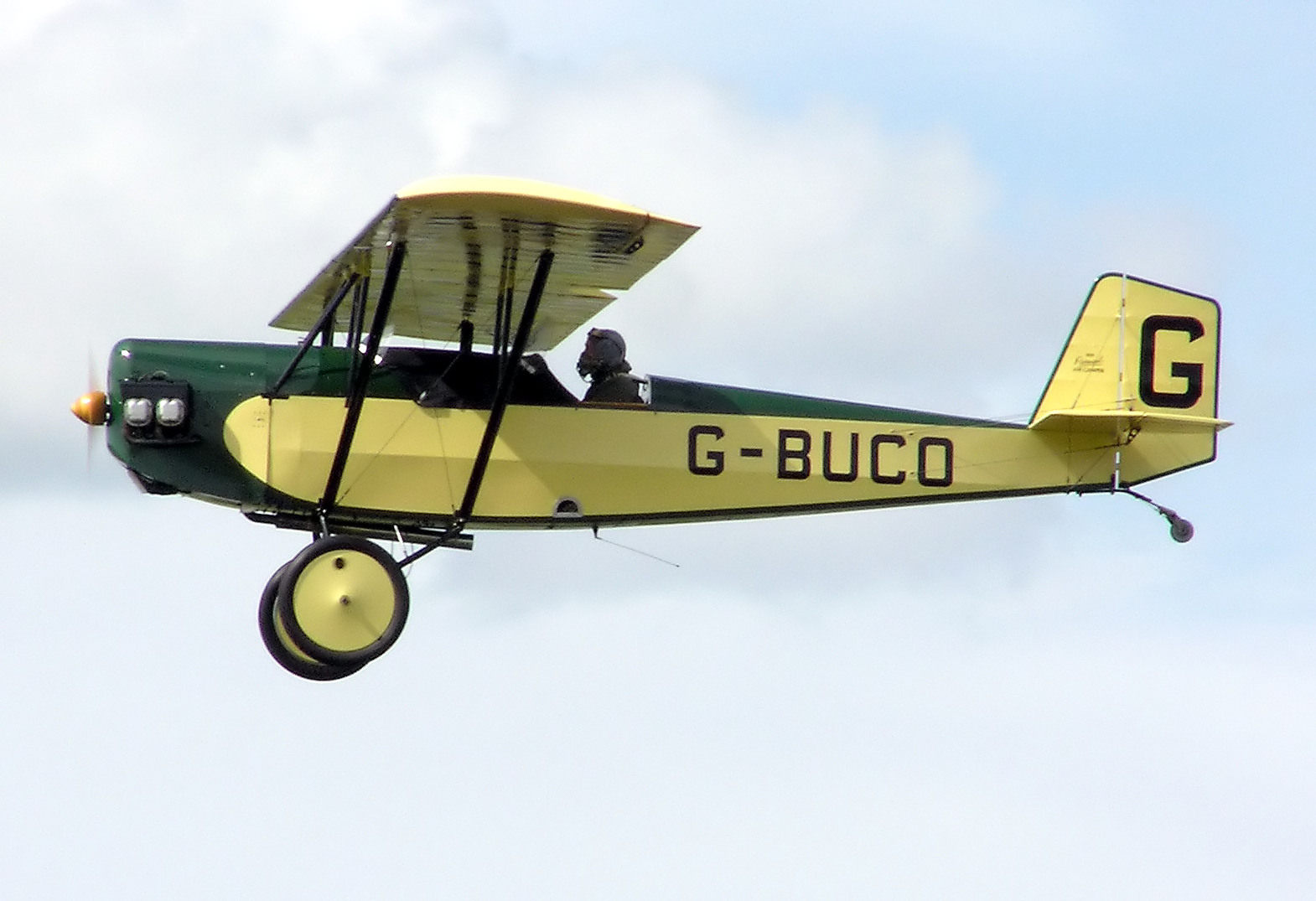
Un Pietenpol con ala en parasol

Un monoplano es un aerodino, avión o planeador, que no tiene más que una sola ala.  Esta puede estar montada a diferentes alturas sobre el fuselaje —en parte baja (ala baja), aproximadamente en el medio (ala media) o en parte superior (ala elevada)— incluso encima (ala en parasol). La configuración de «ala baja» permite despejar el campo de visión del piloto y de montar un tren de aterrizaje corto fijado bajo las alas. Los bimotores a hélices son generalmente de alas elevadas porque las hélices de los motores, implantados sobre las alas, están menos limitadas en su dimensión para  guardar la distancia al suelo.
| Monoplano, ala baja | Monoplano, ala media | Monoplano, ala alta | Monoplano, ala en parasol |

### Multiplano

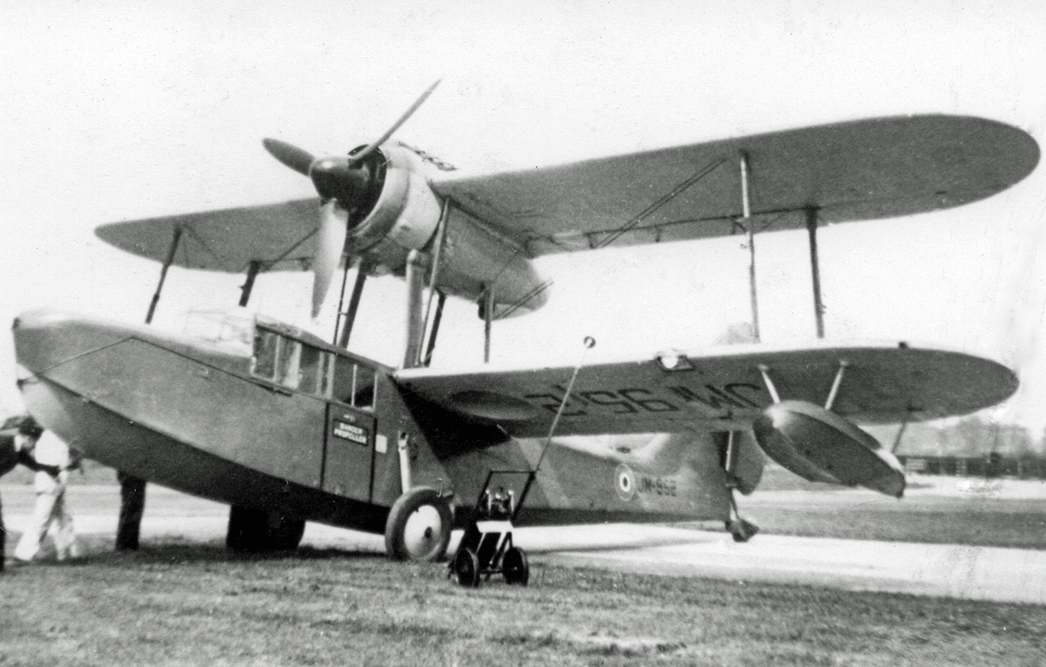
Biplano hidroavión Supermarine Sea Otter

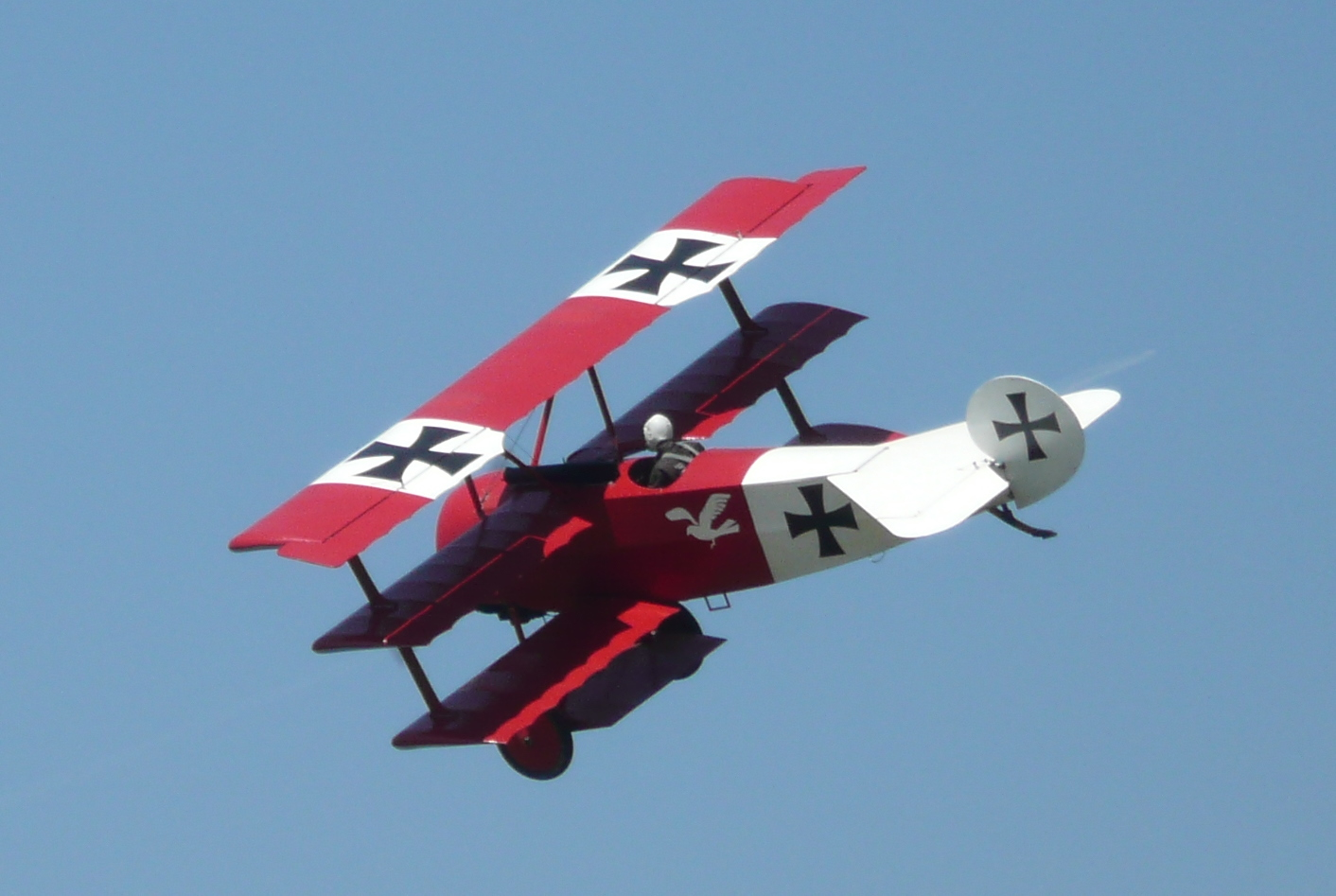
Triplano, réplica del Fokker Dr.I 1917.

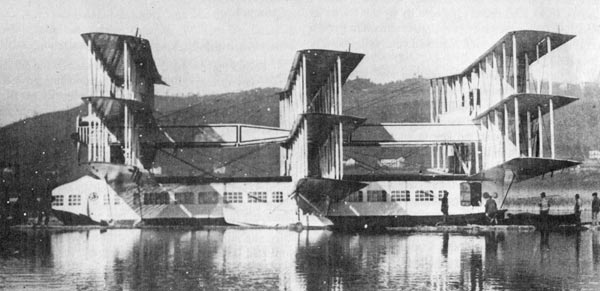
Triple triplano Caproni Ca 60.

Un avión biplano está provisto de dos alas de envergadura, lo más frecuentemente iguales, ubicadas una encima de la otra. Esta configuración fue la más difundida en los comienzos de la aviación ya que el primer vuelo motorizado de la historia fue realizado por un biplano, el Wright Flyer. En los comienzos de la aviación los motores eran pesados, poco potentes y de baja velocidad de vuelo. Hacía falta una gran superficie de ala para asegurar la sustentación necesaria lo que condujo a realizar aviones de varias alas, construidos con materiales muy ligeros (tejido, madera, etc.), superpuestas y conectadas entre ellas por mástiles y tirantes de fijación.
A partir de los años 30, sobre todo desde la Segunda Guerra Mundial, la mayoría de los aviones que se construyeron fueron monoplanos para alcanzar velocidades más elevadas.
El sesquiplano —uno y mitad en latín— es un biplano cuya ala baja es de una superficie inferior a la mitad del ala elevada o superior. Esta configuración permite conservar cualidades aerodinámicas cercanas de las de un biplano ordinario pero con un peso menor y una visibilidad incrementada hacia abajo.
El Nieuport 17, aeronave francesa de la Primera Guerra Mundial, es la más emblemática de los sesquiplanos o biplanos. El sesquiplano invertido es aquel que, con respecto a uno biplano, el ala elevada es de una superficie inferior a mitad de la del ala baja. Algunas aeronaves como el Fiat CR.1, avión de combate italiano cuya configuración es que las alas inferiores eran más largas que las superiores, no ha sido prácticamente utilizada.
| Biplano | Sesquiplano | Sesquiplano invertido |

Para aumentar la sustentación de las alas sin aumentar demasiado su envergadura y el peso del ala, aparecieron a principios del siglo XX los aviones multiplanos (triplano, quadriplano, incluso más). Los aviones con más de tres planos fueron poco numerosos en la historia de la aviación ya que se mostraban menos eficientes que de los biplanos. Ningún avión que tenga más de cuatro alas ha volado con éxito; el último multiplano concebido por Horatio Frederick Phillips, formado por 200 pequeñas alas, llegó a hacer un «despegue» de 500 pies —aproximadamente 152 m— en 1907. El hidroavión de nueve alas —tres alas triplanos— Caproni Ca.60 solo voló brevemente durante su vuelo inaugural por encima del lago Mayor el 4 de marzo de 1921 antes de estrellarse.
Los triplanos como el Fokker Dr.I del  Barón rojo fueron concebidos durante la Primera Guerra Mundial, no para aumentar su superficie de sustentación sino para disminuir su envergadura y aumentar su maniobrabilidad; posteriormente fueron reemplazados por los de los biplanos, que se mostraron más eficientes.
| Triplano | Quadriplano | Multiplano |

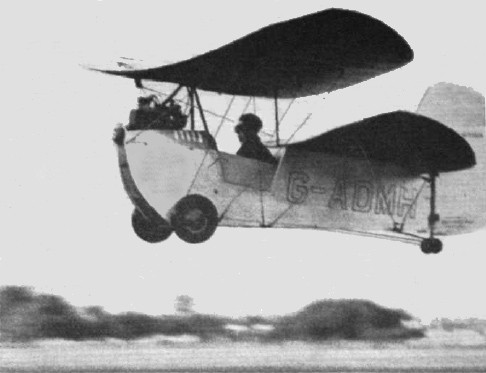
Tándem Pou-du-ciel 1935

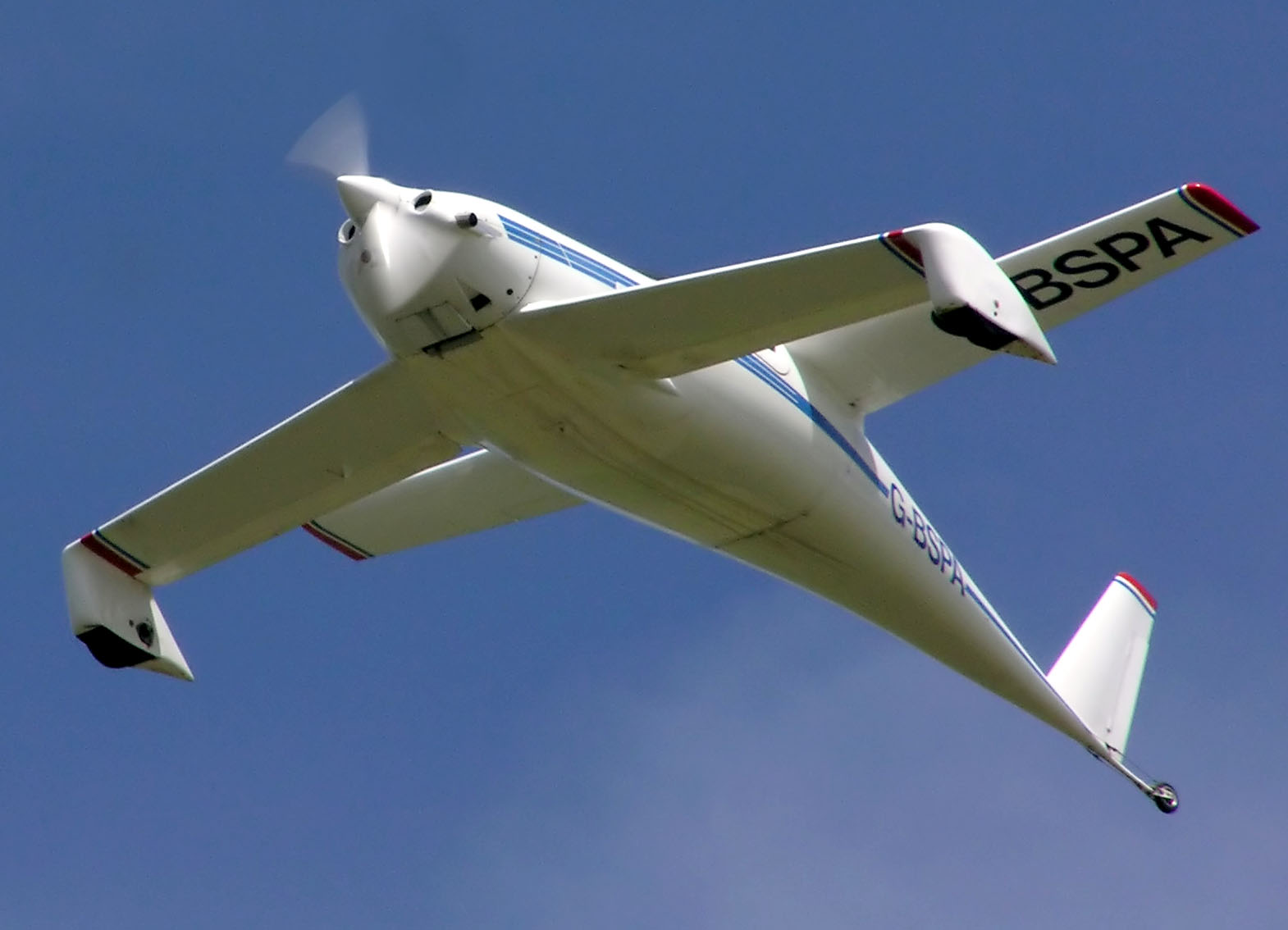
Tándem Quickie Aircraft Q2

En ciertas configuraciones multiplano, las alas pueden estar decaladas en el plano longitudinal, una respecto a la otra lo que contribuye a la mejora de la visibilidad hacia abajo, si el ala inferior está retrasada, así como la eficacia aerodinámica por el aumento de la sustentación máxima (efecto de ranura) y una caída en pérdida más progresiva ya que una de las dos alas entrará en pérdida antes la otra. El Beechcraft Staggerwing es un biplano atípico ya que tiene un decalaje negativo, es decir, que el ala inferior está más adelantada que el ala superior. El Darmstadt D-18, avión ligero de acrobacia aérea, mostró en 1929 una configuración intermedia entre las alas desplazadas y las alas en tándem; el decalaje es elevado ya que el borde de ataque del ala inferior está prácticamente debajo del borde de salida del ala superior.
| Biplano «clásico» | Biplano con decalaje positivo | Biplano con decalaje negativo |

### Alas en tándem
Un avión con alas en tándem es un biplano cuyos planos sustentadores están situados uno detrás del otro. Esta configuración ha sido utilizada sobre todo por el «Pou-du-ciel» de Henri Mignet, por los aviones Delanne y por el Westland P.12 "Wendover", con el ala delantera sobre-elevada. Fue utilizada  desde 1978 por el Rutan Quickie monoplaza, seguidos por el «Q2» y el Cessna A-37 Dragonfly, con la disposición inversa, es decir, el ala delantera baja y ala posterior elevada.

### Ala unida o cerrada
Un avión con ala en anillo o cerrada presenta un ala no plana, cerrada, de forma rectangular, anular o también circular. El ala en anillo es la forma que se adaptó para reducir la intensidad de los «torbellinos marginales», que son la principal causa de la turbulencia de la estela, mientras que el ala unida de forma rectangular ofrece la resistencia aerodinámica inducida más débil para una sustentación y una envergadura dada. La implementación más antigua de ala en anillo es la del Blériot III, construido en 1906 por Louis Blériot y Gabriel Vecino.
El ala romboédrica o romboidal es una variante de alas en tándem cuyas extremidades se tocan. El ala delantera unida a la parte inferior del fuselaje tiene la flecha hacia atrás y el ala trasera fijada sobre la parte superior de la deriva tiene la flecha hacia adelante. El ala completa, unida, forma una superficie cuya proyección continua tiene la forma de rombo hueco.
El avión ligero «Ligeti Stratos» es un raro ejemplo de avión con ala unida o cerrada.
| Ala cerrada rectangular | Ala cerrada anular | Ala cerrada cilíndrica |

## Estructura

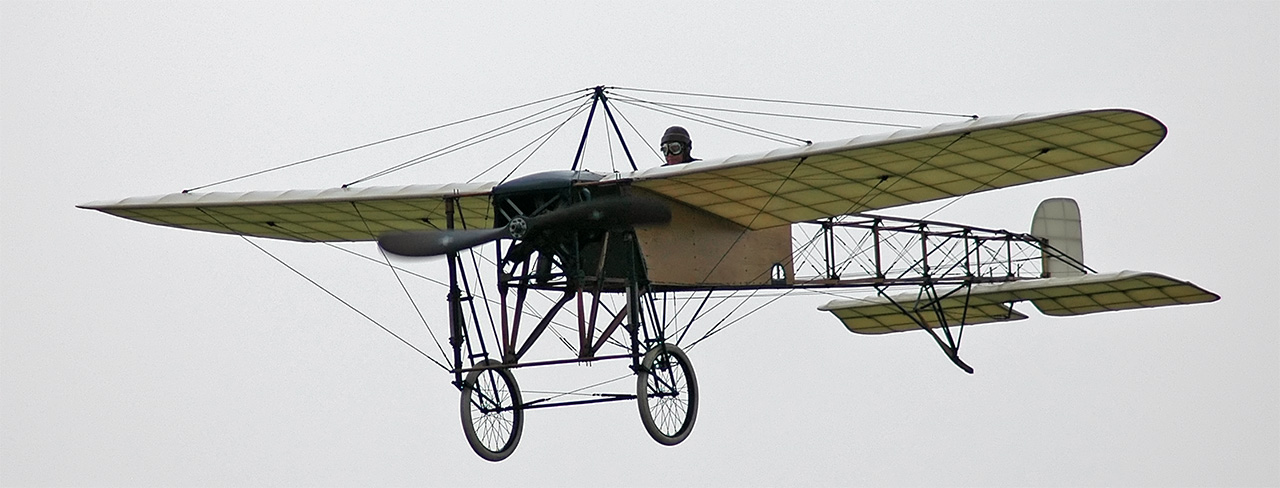
Monoplano Blériot XI

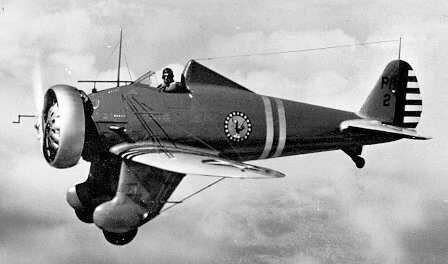
Boeing P-26 Peashooter

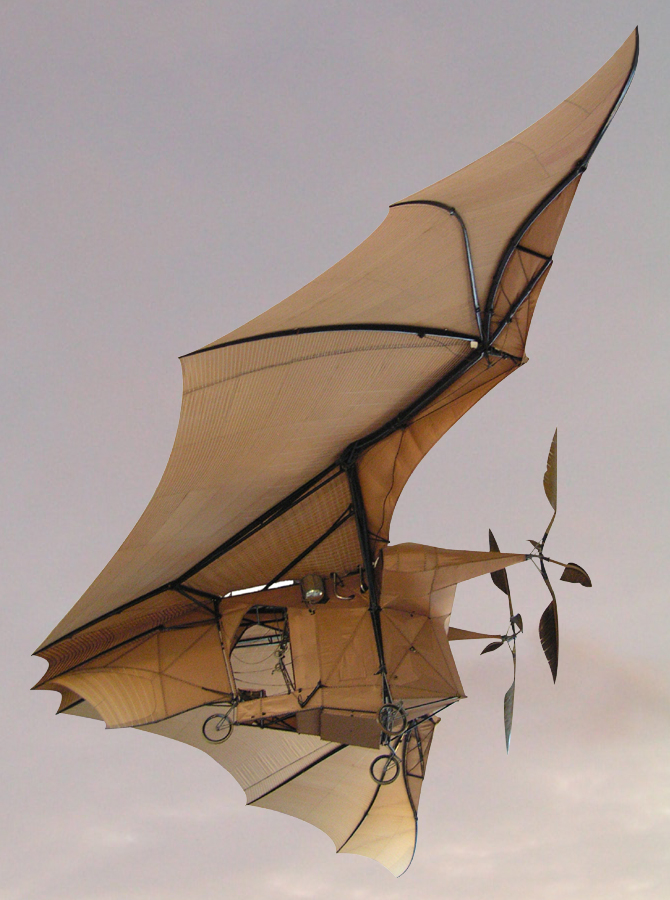
El Avion III de Clément Ader.

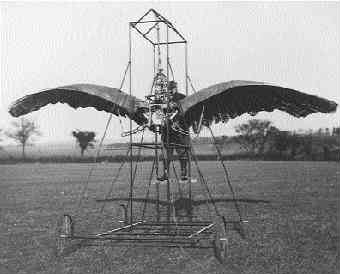
Ornithoptère Frost 1902

### Planos de sustentación  fijos
Para resistir a los esfuerzos aerodinámicos, un ala tiene que ser resistente a la flexión y torsión y, por consiguiente, tiene que ser reforzada. Ayudada por los elementos de refuerzo triangulares exteriores, barras y cables, las fuerzas que soporta son más débiles y puede reducirse el peso.
Los primeros monoplanos, como el Blériot XI o el  Fokker Eindecker, estaban atirantados para reducir su peso. Un ala baja como la del Boeing P-26 Peashooter estaba atirantada solo por cables.
| Alas en voladizo | Alas arriostradas por montantes | Alas arriostradas por cables |

Casi todos los modelos multiplanos son atirantados; las alas biplanos atirantadas están conectadas por medio de riostras rígidas denominadas «montantes». Un multiplano atirantado puede tener una o varias filas de montantes en cada lado; cada hilera comprende, lo más frecuentemente, dos montantes dispuestos en tándem, si bien hay también una disposición de dos montantes en «V» o uno solo. Ejemplos de estos casos son el de Havilland DH.82 Tiger Moth, que es un biplano con una sola hilera, y el  Bristol F.2, con dos hileras. El Wright Flyer es un biplano de cuatro hileras.
| Biplano con una fila de montantes | Biplano con dos filas de montantes |

Los tirantes son la causa de la resistencia a una velocidad elevada, por lo que ya no se utilizaron en los aviones desde el comienzo de los años 1930. Finalmente se impuso el ala en cantilever o voladizo. En esta configuración, la estructura que soporta los esfuerzos del ala – uno o varios largueros fijados al fuselaje al nivel de la carlinga así como de los elementos que soportan la torsión – está contenida dentro del perfil del ala.

### Planos de sustentación fijos inspirados del mundo animal
Los primeras configuraciones de alas en la historia de la aviación se inspiraron fuertemente en las que permitían volar a los animales; se trata de biomimetismo. Las alas «de pájaro» y «murciélago» como la del «Avión III» de Clément Ader se encuentran entre estas alas. El ala de pájaro adopta una forma curvada parecida al ala extendida de un pájaro; en aquellos tiempos particularmente populares obtuvo un franco éxito sobre el Etrich Taube. El ala de murciélago presenta con respecto a ella de las nervaduras radiales entre las cuales están extendidas la tela que constituye el ala. Esta configuración eran utilizada sobre todo para los aviones a alas replegables.
| Ala de pájaro | Ala de murciélago |

### Alas batientes
En la misma época, de los aviones con alas batientes, denominados ornitópteros, han sido testados pero la complicación que presentan al diseñarlos y lo demasiado frágiles que son hizo que fueran abandonados en beneficio de aviones de velamen fijo. En la actualidad este principio encuentra aplicaciones en la fabricación de aviones experimentales y de los microdrones.

## Formas en planta del ala
La forma en plano de un ala corresponde a su forma vista desde arriba, es decir, a la proyección del ala sobre un plano horizontal.

### Alargamiento

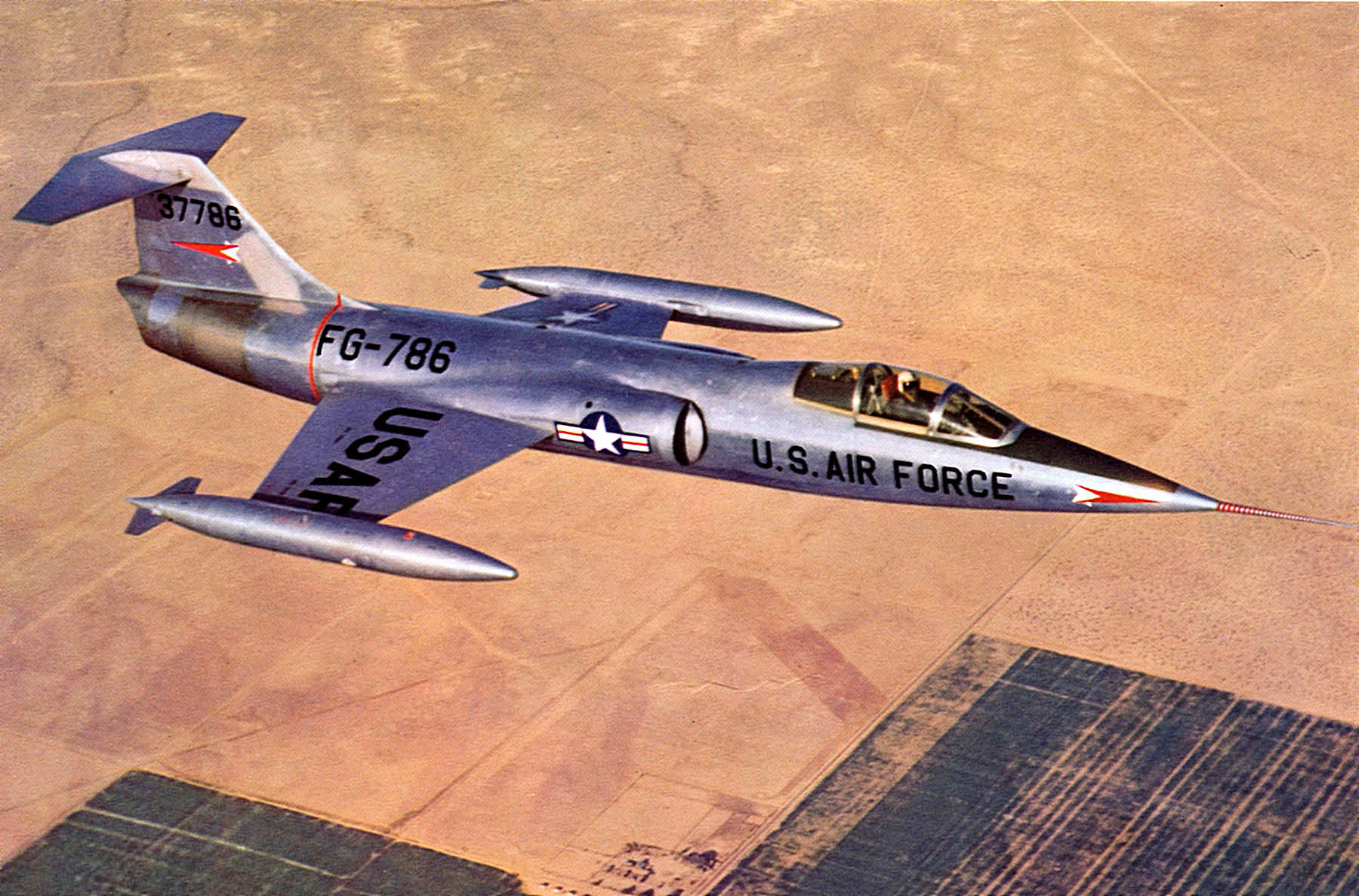
Alargamiento, Lockheed F-104 Starfighter.

El alargamiento de un ala es la relación entre el cuadrado de la envergadura y la superficie proyectada del ala, es decir:
{\displaystyle \Lambda ={\frac {b^{2}}{S}}}
Donde:
- {\displaystyle \Lambda }: es el alargamiento.
- {\displaystyle b}: es la envergadura.
- {\displaystyle S}: es la superficie del ala.

Intuitivamente, un alargamiento elevado denota un ala larga y estrecha mientras que un alargamiento bajo indica un ala ancha y más fuerte. Las alas con bajo alargamiento —ala trapezoidal o delta— son más eficaces estructuralmente, más maniobrables y tienen perfiles más finos, mejor adaptados al vuelo supersónico, razón por la cual esta configuración es utilizada generalmente por aviones de combate como el Lockheed F-104 Starfighter y por aviones a elevada velocidad North American X-15. A la inversa, los aviones con alargamientos elevados son más eficaces aerodinámicamente porque tienen menos resistencia aerodinámica inducida por la sustentación lo cual se manifiesta generalmente en los aviones subsónicos «Lockheed U-2, ATR 72» y en los planeadores.
| Alargamiento bajo | Alargamiento moderado | Alargamiento elevado |

### Ángulo de la flecha

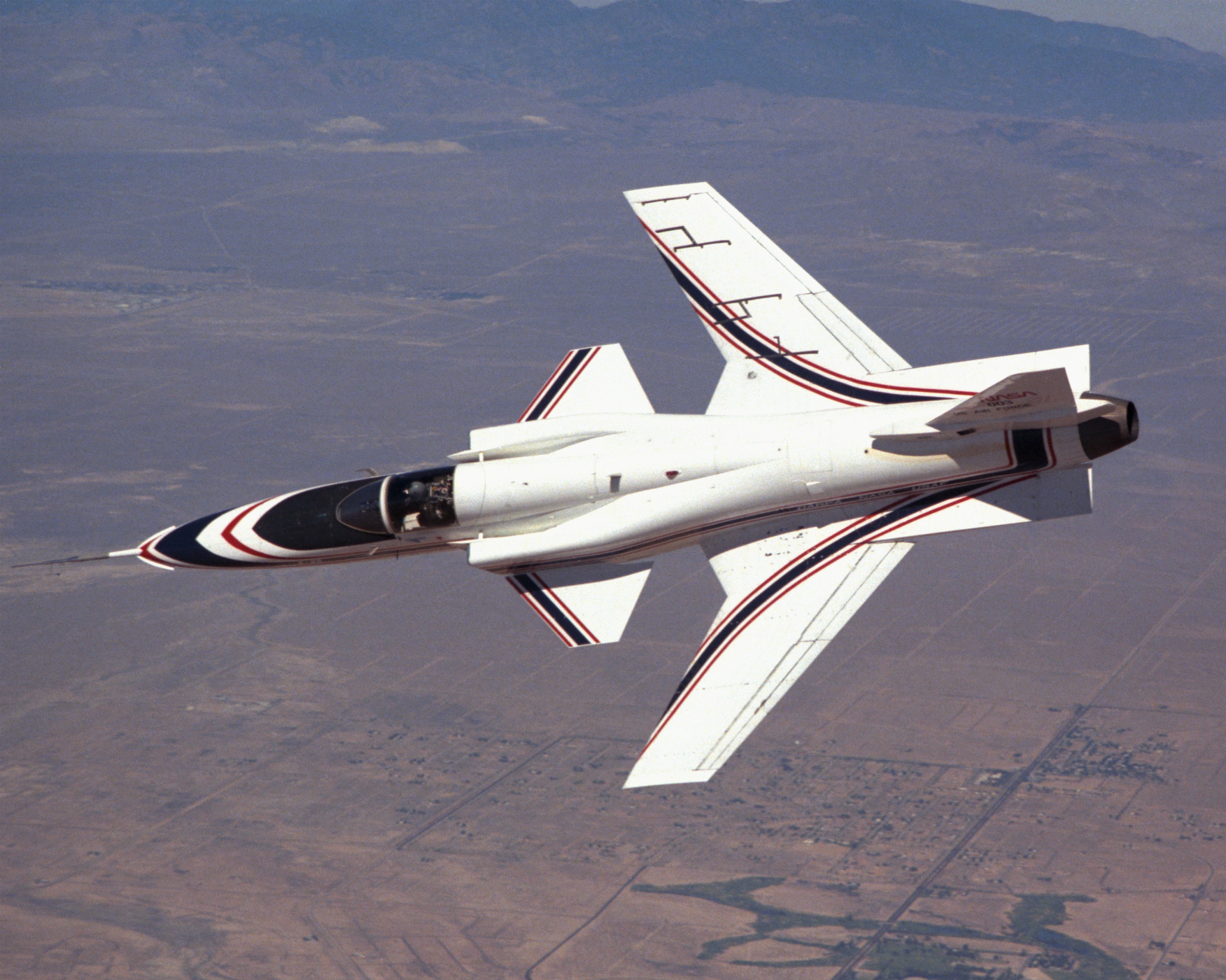
Ala con flecha inversa. Grumman X-29.

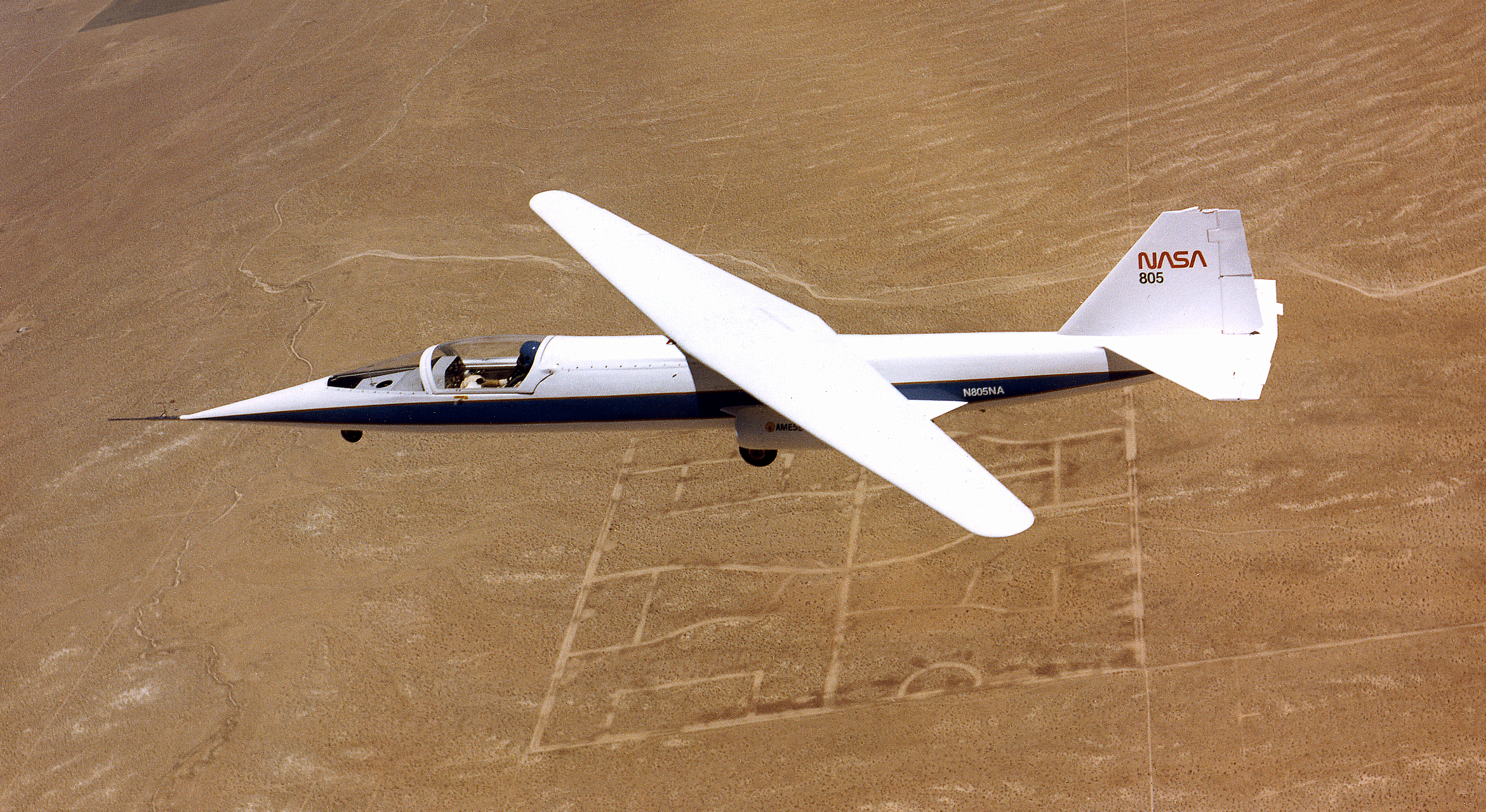
El avión AD-1 y su ala oblicua.

El ángulo de la flecha es el ángulo formado por el ala y el plan transversal del avión. Un ala recta —0° de ángulo de flecha— es el ala más eficaz estructuralmente y la más común entre los aviones que no sobrepasan un  Mach=0,6. En cambio, un ala en flecha positiva permite reducir la resistencia aerodinámica de compresibilidad de un avión a más de Mach=0,7 por lo que la mayoría de los aviones tanto militares como civiles adopten hoy esta configuración.
Generalmente, el ángulo es más importante cuando el número Mach es muy elevado con el fin de reducir la resistencia de la onda de  choque. Las alas con ángulo de flecha negativo tienen una mejor maniobrabilidad y puede permitir una implantación de las alas sobre el fuselaje más atrasadas, liberando la parte delantera para la cabina de pilotos o para una bodega de bombas. Como contrapartida, la estructura de las alas está sometida a grandes esfuerzos mecánicos.
Desarrollados en los años 1970, algunos aviones tenían  geometría variable y podían variar la flecha de sus alas en pleno vuelo para provechar las ventajas de las alas rectas y las alas en delta según las condiciones de vuelo.
El ala oblicua, probada en el avión experimental NASA AD-1, es un tipo particular de ala de geometría variable articulada sobre un único pivote central. Cuando el ala pivota, el ángulo de flecha es negativo en un ala y positivo en la otra. El ala oblicua tiene la ventaja de reducir la resistencia al avance.
| Alas rectas | Alas en flecha | Alas en flecha invertida | Geometría variable | Ala oblicua |

Otras configuraciones presentan un ángulo de flecha no constante a lo largo del ala. El ángulo de flecha de un ala «que crece» por ejemplo, es más elevado en la parte del ala cercana del fuselaje que en la zona lejana. Este tipo de ala ha sido sobre todo utilizado por el bombardero estratégico británico Handley Page Victor. Las alas en «M» y en «W» —no confundir con las alas en «forma gaviota» y en «forma gaviota invertida»— adopten para su parte, como su nombre lo indica, un plano de forma en « M » y en « W » respectivamente. Aunque cada una han sido objeto de estudios en los años 1950, estos dos tipos de alas no se han construido nunca.
| Ala creciente | Ala en M | Ala en W |

### Variación de la cuerda

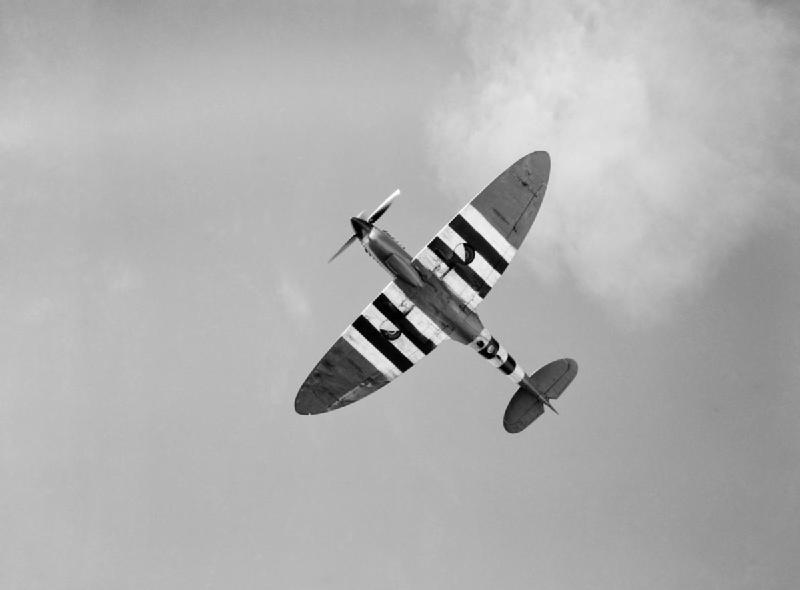
Ala elíptica del Spitfire

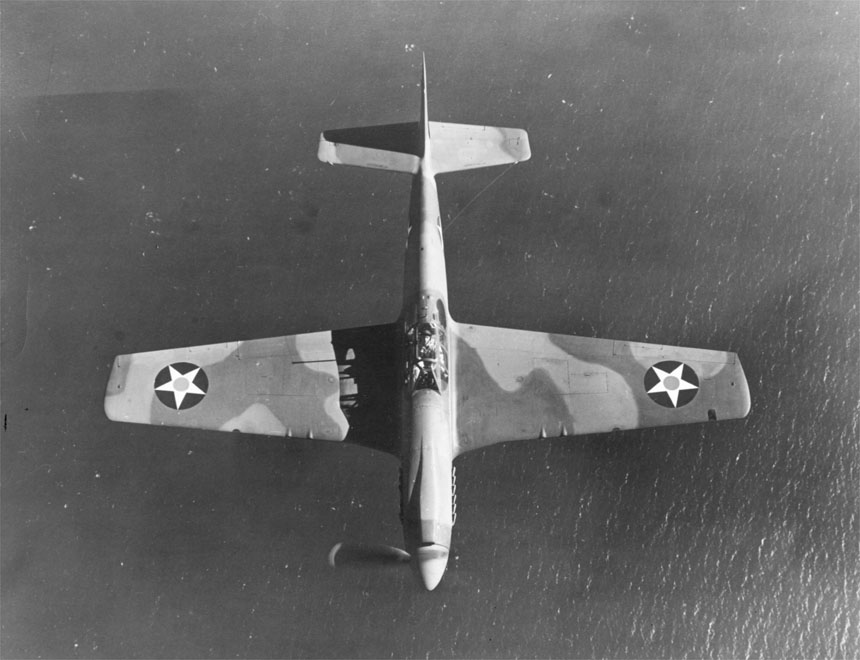
Ala afilada del P-51A Mustang

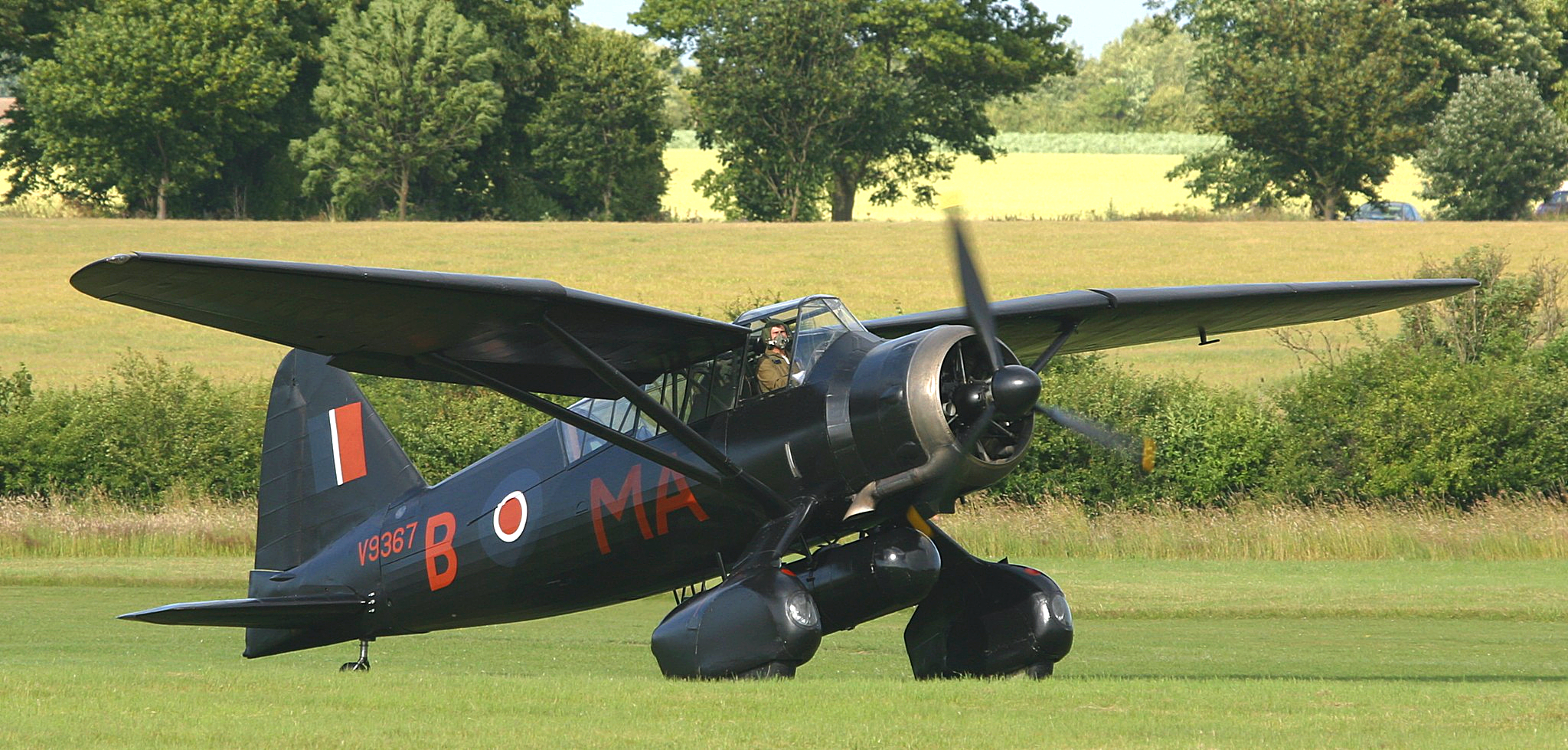
Ala afilada compleja del Westland Lysander

Se dice que la cuerda de un ala es constante cuando el borde de ataque y el borde de salida son paralelos. El ala de cuerda constante es más frecuente en los aviones ligeros, sobre todo por razones de coste de fabricación. La cuerda de un ala puede variar a lo largo su envergadura por razones estructurales o aerodinámicas.
Un ala elíptica tiene, si su distribución de sustentación a lo largo de la envergadura es elíptica, una resistencia  aerodinámica mínima a velocidades subsónicas (M<1). Esta configuración puede mejorar la delgadez del ala. El Supermarine Spitfire, aeronave de la Segunda Guerra Mundial, es la más célebre de las aeronaves con ala elíptica.
El ala afilada es estructuralmente y aerodinámicamente  más eficaz que un ala de cuerda constante y más fácil a fabricar que el ala elíptica; de hecho es la configuración más difundida. Una ligera torsión permite obtener un reparto de sustentación elíptica, y su cuerda es más grande que la del ala elíptica, las restricciones de esfuerzos a flexión son más pequeñas lo que permite disminuir el peso de la estructura y de ganar en resistencia aerodinámica.
El ala afilada inversa es estructuralmente muy poco eficaz; ha sido probada solo experimentalmente sobre el Republic XF-91 Thunderceptor para intentar de superar los problemas de  pérdida de las alas en flecha. El ala afilada compleja es un ala afilada simple cuya cuerda disminuye desde el encastre para mejorar la visibilidad del piloto.
El ala trapezoidal, o en diamante, se caracteriza por un alargamiento y un ángulo de flecha pequeños, con esta configuración se pueden utilizar en el ala perfiles muy finos que son muy adecuados a las velocidades supersónicas. Esta disposición puede mejorar la furtividad del avión. El Lockheed Martin F-22 Raptor utiliza este tipo de ala.
| Cuerda constante | Elíptica | Afilada | Afilada inversa | Afilada compleja | Trapezoidal |

### Ala en delta

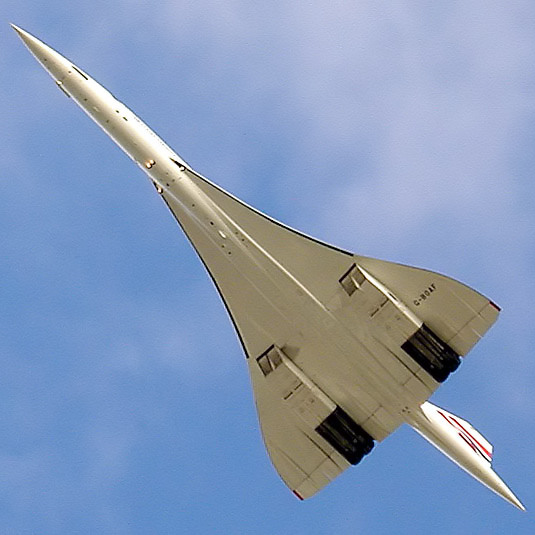
Ala en delta modificada «gótica» del avión de línea supersónico Concorde.

El ala en delta, del símbolo griego Δ, es una configuración de ala caracterizada por su forma triangular. Esta forma todavía la tienen numerosos aviones de caza supersónicos debido a su baja resistencia aerodinámica en régimen supersónico, por su buena resistencia estructural junto con un peso bajo y su gran volumen de carga. Las alas en delta tienen numerosas variantes: «delta simple», «delta con estabilizadores» para mejorar la maniobrabilidad de la aeronave y el ala «delta truncada», cuya cuerda marginal está aumentada para mejorar la sustentación en extremo del ala para ángulos de incidencia elevados; el «ala rota», o «doble delta», permite mejorar la sustentación a ángulos de incidencia elevados.
El ala gótica o en ojiva, es una variante de la forma triangular del ala en delta. Presenta un borde de ataque con flecha variable, flecha que es muy fuerte en el encastre. Esta modificación se hizo para aumentar la sustentación a fuerte incidencia utilizando la portance tourbillonnaire generada por los vortex hypersustentateurs. La cuerda marginal es aumentada igualmente, lo que conduce a la forma del borde de ataque a doble courbure. Ha sido sobre todo utilizada por el supersónico civil Concorde y el bombardero Avro Vulcan.
| Delta sencilla | Delta con estabilizadores | Delta truncada | Ala rota o doble delta | Gótica |

### Ala circular
El ala circular tiene forma un disco, perforado o no en su centro. Además de una capacidad de carga mayor que el de un ala recta, esta configuración permite reducir la resistencia aerodinámica parásita. La aeronave Lee-Richards es uno de los primeros aviones de este tipo que volaron de manera estable poco antes la Primera Guerra Mundial.
| Alas circulares |

### Alas asimétricas

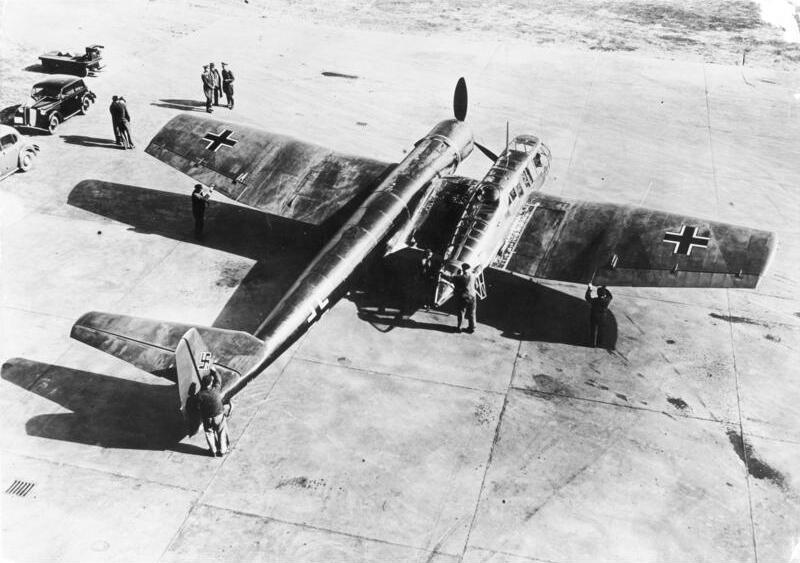
Ala asimétrica del Blohm & Voss BV 141.

El número de aviones que se construyeron con alas no simétricamente idénticas fue muy pequeño en toda la historia de la aviación. Es el caso del Blohm & Voss BV 141 cuya plaza de pilotaje está desplazada sobre la derecha para que el observador tenga un buen campo de visión hacia las partes delanteras, posterior y derecha. Un ala ligeramente más larga que la otra ayuda a luchar contra la par motor, cosa que se probó en varios aviones de caza italianos y alemanes.
| Ala asimétrica |

## Con o sin estabilizadores

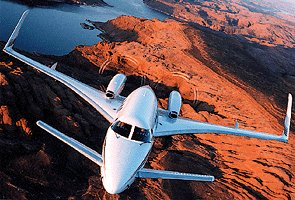
Avión «canard» Beechcraft Starship

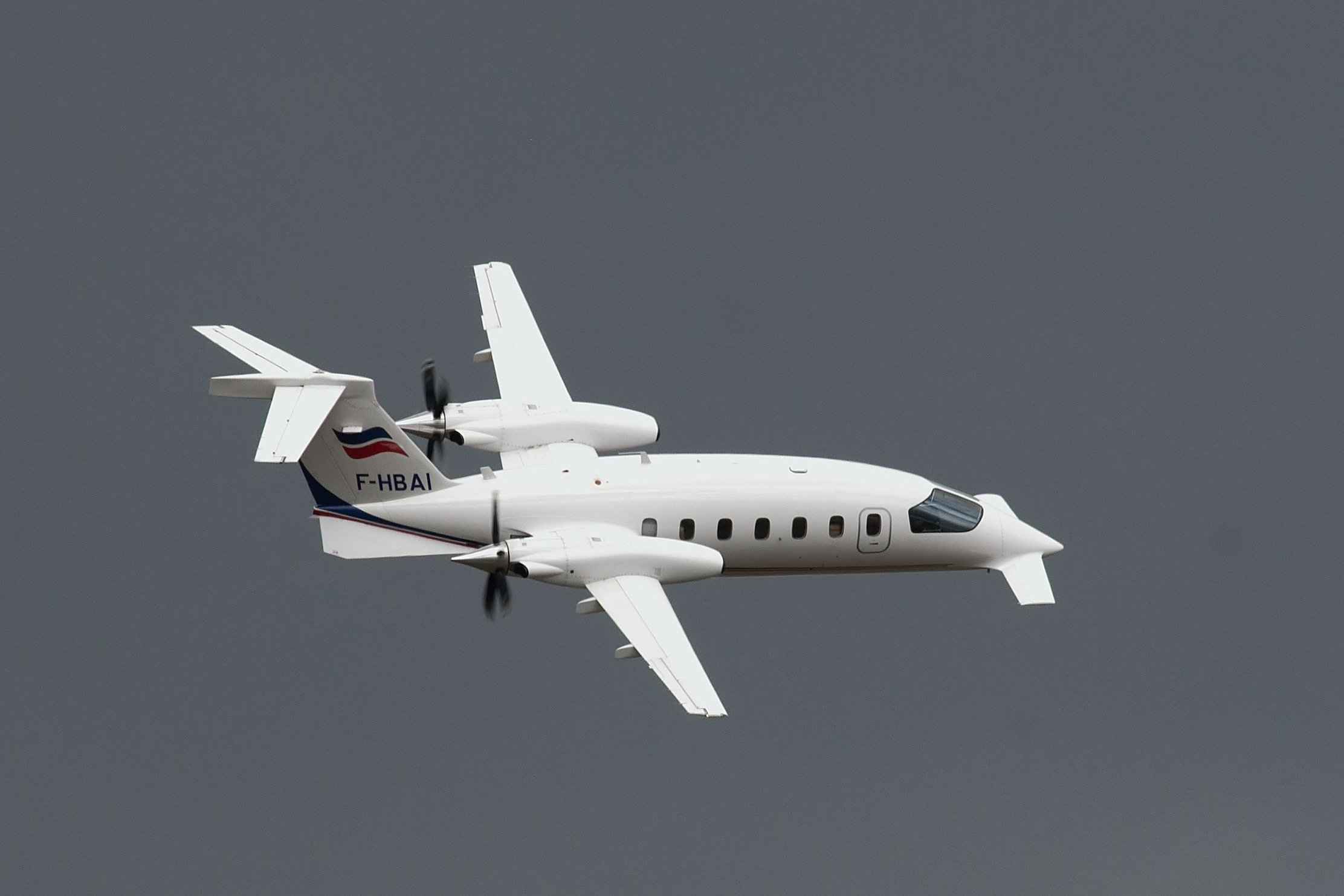
Avión «tres superficies» Piaggio P-180 Avanti.

Un ala es naturalmente inestable al  cabeceo. Es la razón para la cual puede añadírsele un  estabilizador. También existen configuraciones sin estabilizadores. El avión convencional presenta un estabilizador horizontal no portante: se trata de un conjunto de planos fijos y móviles que aseguran la estabilidad longitudinal y la gobierna en cabeceo. Para ello estas superficies están alejadas lo más lejos posible del centro de gravedad por lo que son ubicadas en la cola de fuselaje.
El plano-canard, o simplemente «canard» es una pequeña ala o plano sustentador ubicado delante del ala principal. Esta ala puede estar sobre-elevada por encima del fuselaje como en el Focke-Wulf F 19 o en el ULM CP 150 Onyx; también puede ir dispuesto bajo  los planos principales, a ambos lados del fuselaje como ocurre en los «VariEze» y en los  «Racha». El plano tipo canard, que no es un plano estabilizador, permite evitar la entrada en pérdida del aparato. Cuando está bien diseñado, se produce primero la entrada en pérdida del canard; a continuación la aeronave pica de morro y evita la pérdida del ala principal. Esta fue una configuración común en los primeros años de la aviación pero  desapareció más adelante,  durante la Primera Guerra Mundial. Más adelante se rehicieron superficies como la del Saab 37 Viggen en los años 70.
Los aviones con alas en tándem tienen dos alas portantes de igual tamaño ubicadas una detrás de la otra, generalmente desplazadas en altura, pero no como estabilizadores. Como en los aviones-patos, esta ala posterior tiene el rol de estabilizador horizontal. Un avión es «de tres superficies» cuando al avión convencional se le añaden unos planos-canard delante del velamen principal.
| Convencional | Canard | Tandem | Tres superficies | Sin estabilizadores |

## Alas en diedro

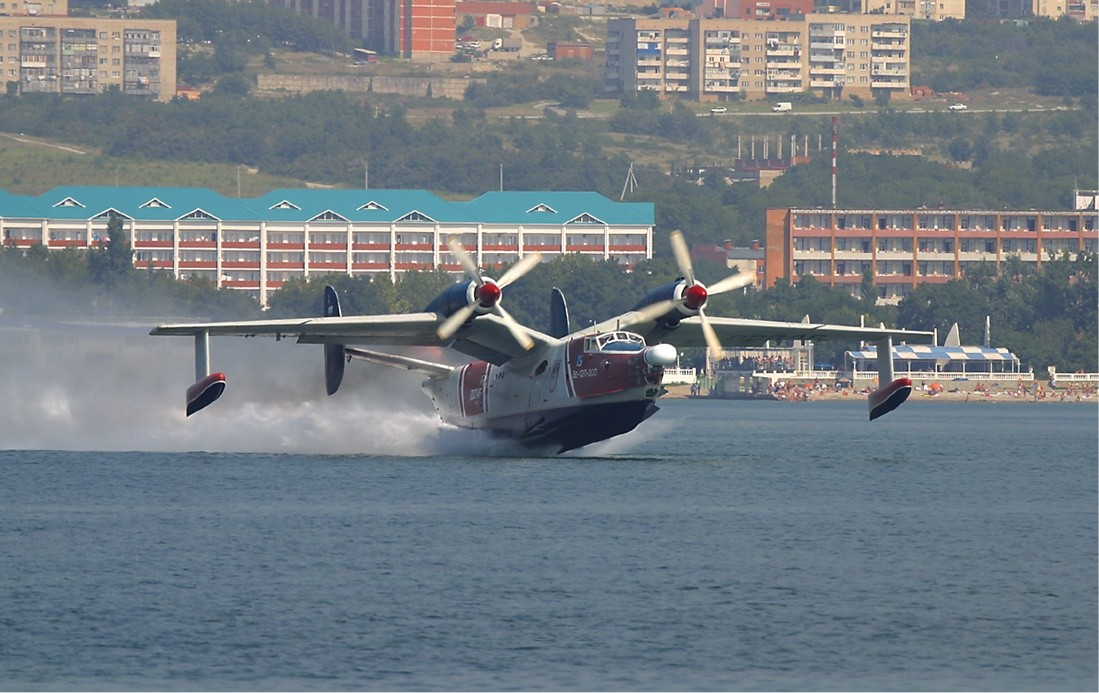
Ala en gaviota, hidroavión Beriev Be-12

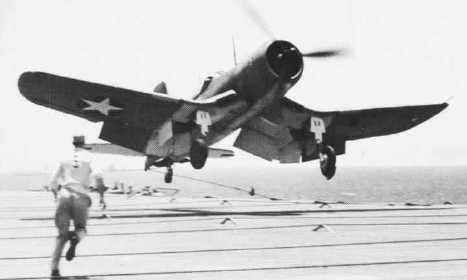
Ala en gaviota inversa F4U-1.

El diedro es el ángulo formado por el plano de cada ala con el plano horizontal. El diedro puede ser positivo —alas hacia arriba— o negativo —alas hacia abajo—; puede no afectar más que una parte del velamen, por ejemplo a las extremidades solamente, como ocurre en los aviones ligeros Jodel. Es necesario un ligero diedro efectivo positivo para la estabilidad combinada en los cabeceos y guiñadas de los aviones.
Un diedro negativo, que se suelen instalar en aviones con alas elevadas, permite evitar un exceso de estabilidad espiral y conservar el comportamiento en vuelo clásico. Los aviones con ala elevada como el  Alpha Jet, el bombardero Boeing B-52 Stratofortress y los aviones militares de transporte Airbus A400M tienen un diedro negativo.
| Diedro positivo | Diedro negativo | Biplano con ala inferior con diedro positivo |

Las «alas de gaviota», o  ala PZL, por ser el nombre de la primera aeronave que dispuso de este tipo de ala, y las de «gaviota invertida», son dos configuraciones particulares en diedro que tienen la forma de las alas similares a las de una gaviota en vuelo. El «ala en gaviota» se desarrolló en hidroaviones a comienzos de los años 30 junto con un aumento de la potencia de los motores y del diámetro de los hélices  ya que permite instalar motores más elevados, a más  distancia del agua y con la posibilidad de instalar hélices de mayor diámetro. El Junkers Ju 87 y el Chance Vought F4U Corsair son aviones típicos de esta configuración.

## Ala volante y configuraciones especiales
| Ala volante | Fuselaje integrado | Fuselaje portante | Platillo volante |

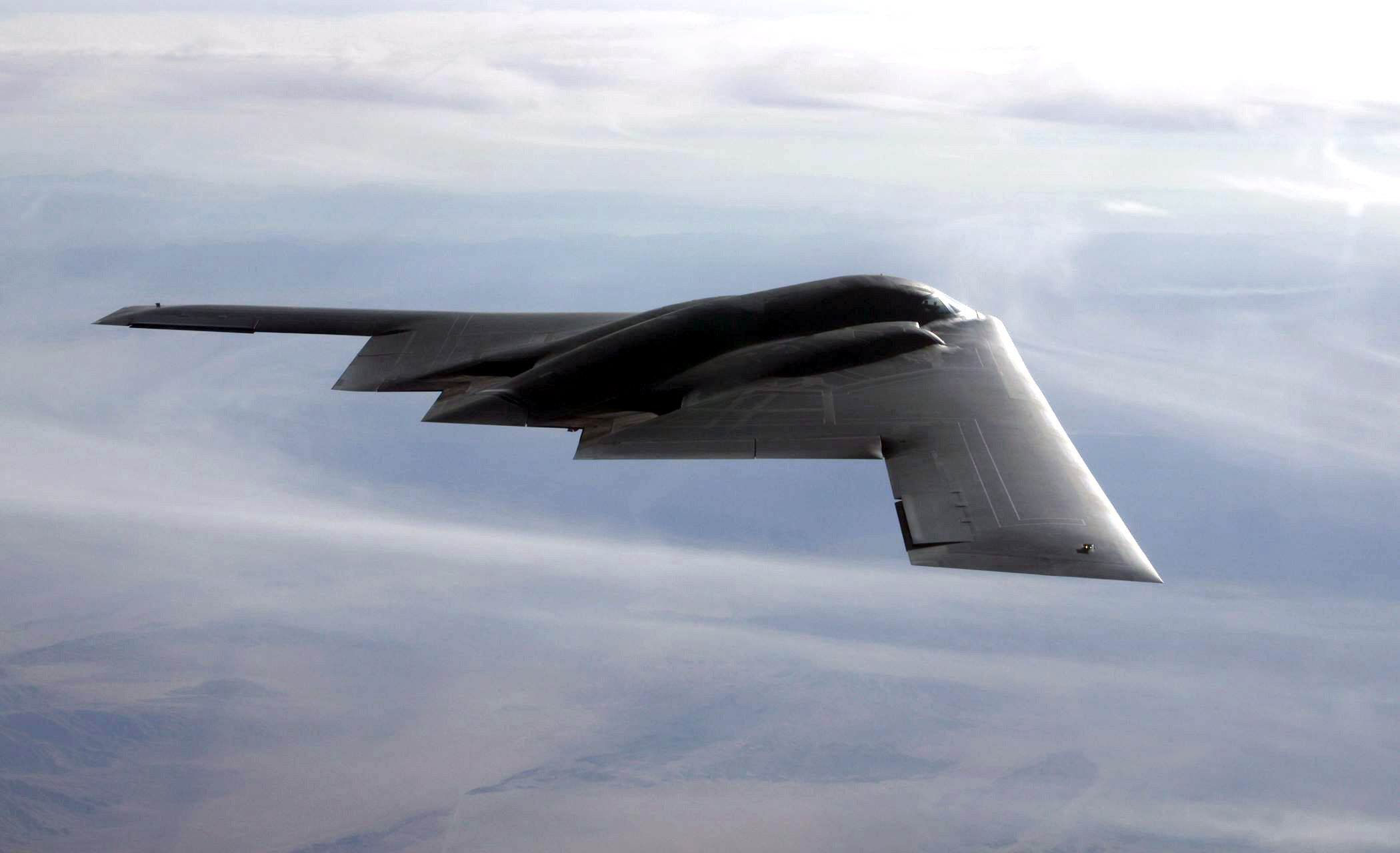
Ala volante Northrop B-2 Spirit.

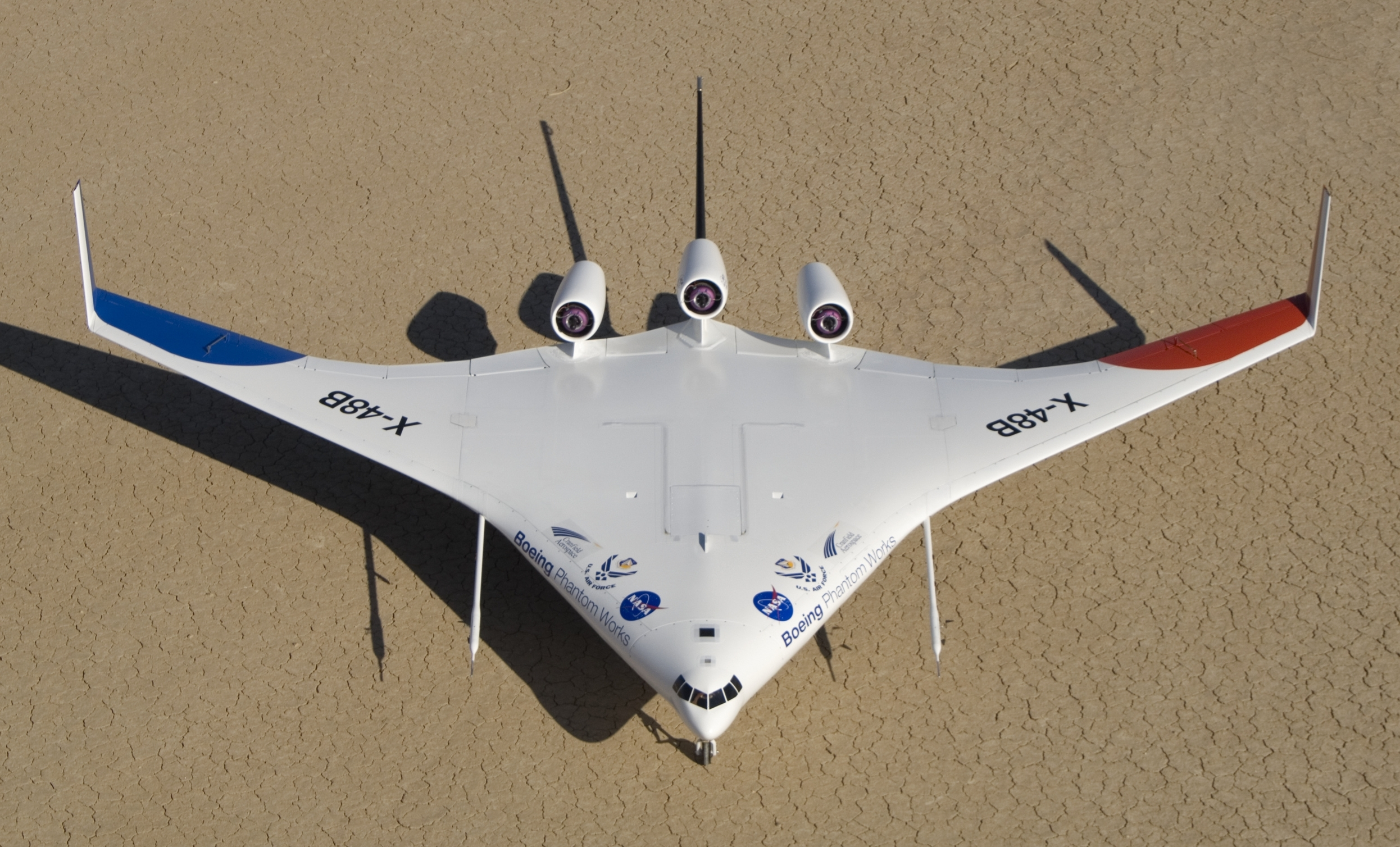
Avión con fuselaje integrado Boeing X-48.

Un ala volante es un aerodino que no posee fuselaje ni estabilizadores y donde el conjunto de las diferentes superficies móviles necesarias para su pilotaje están ubicadas sobre el ala. Las más significativas son las alas Horten Ho 229 y la Northrop Corporation. La cabina de vuelo está ubicada en el ala que también contiene la carga útil y el carburante. Sin superficies verticales, el ala volante presenta una débil señal de radar, lo que es muy deseable para los aviones militares. Este tipo de aparato es menos eficiente en velocidad, carga útil y estabilidad, lo que explica la ausencia de alas volantes en la aviación civil. El Northrop B-2 Spirit, avión bombardero americano, es la más típica de las alas volantes.
Un avión con fuselaje integrado o el Blended Wing Body en inglés, es un concepto experimental que intenta integrar un fuselaje en un ala volante. En esta integración el fuselaje participa, de la misma manera que las alas, de la sustentación. Lo experimentaron la división  Phantom Works de Boeing con la ayuda de la agencia espacial estadounidense NASA sobre el Boeing X-48.
Un avión de fuselaje sustentador es una aeronave sobre la cual la sustentación no la producen solamente las alas sino también el fuselaje. Esta concepción puede encontrar su aplicación en las ingenios espaciales o  hipersónicos.
El platillo volante Avro Canada VZ-9AV es un ingenio experimental de despegue vertical VTOL. Es estable en vuelo estacionario y vertical pero de difícil control en vuelo horizontal.

### Geometría variable

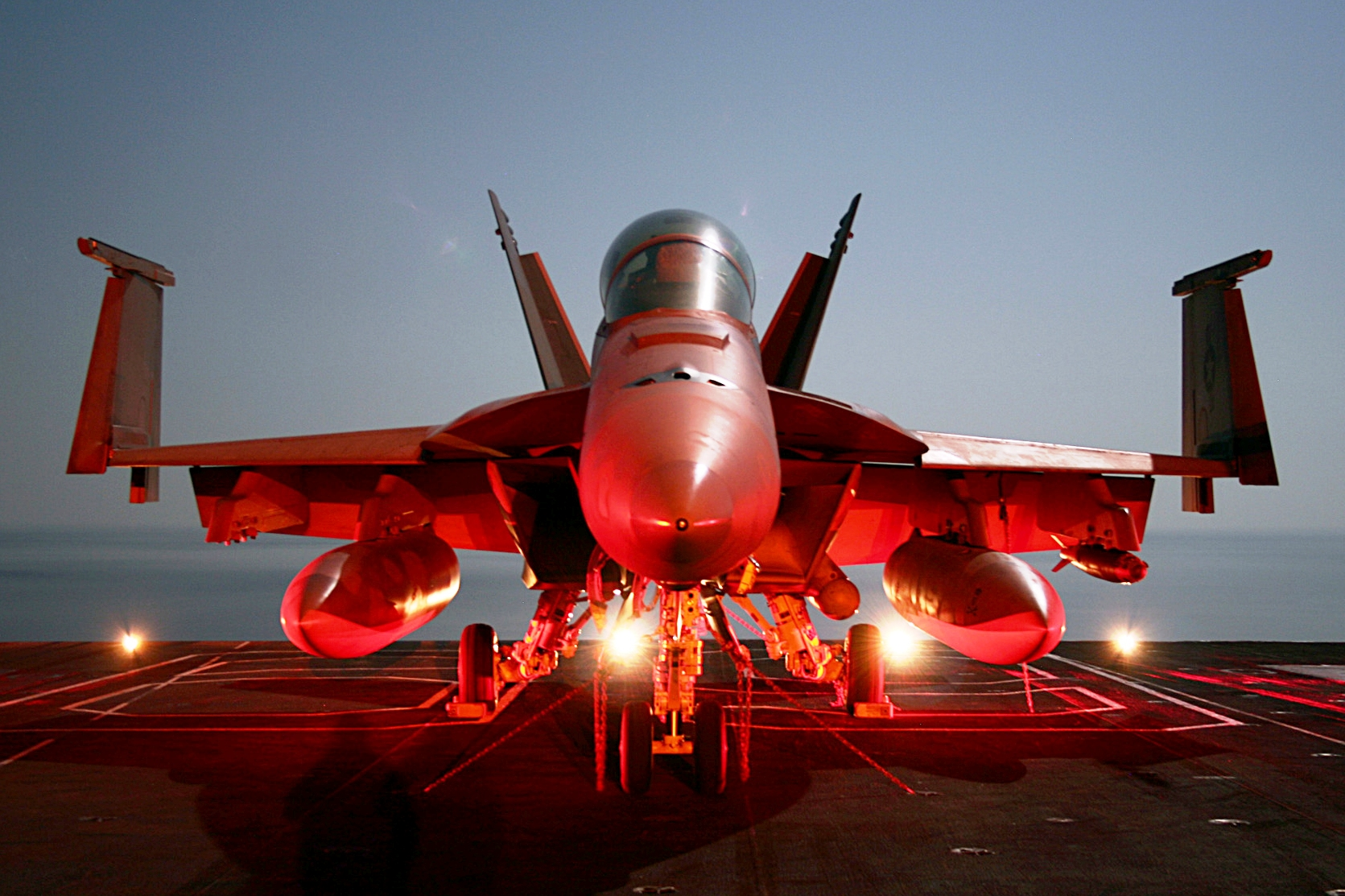
F/A-18E/F Super Hornet con alas replegables.

También se proyectaron aviones con alas de flecha variable y con ala oblicua. En el avión de ala telescópica se variar la envergadura del ala, su alargamiento y la superficie alar. Una parte del ala se retrae en el fuselage para disminuir la resistencia aerodinámica en vuelo de crucero y se extiende para aumentar la superficie alar durante el despegue y el aterrizaje. El avión prototipo Makhonine 1935 y el Gerin V-6E Varivol 1938 tienen esta configuración.
El avión de cuerda variable Gérin 1936 Varivol biplane es un biplano que puede hacer variar la cuerda de las alas y multiplicar su superficie alar por cuatro. El avión quedó destruido al estrellarse en el primer vuelo por causa de su inestabilidad.
| Ala de flecha variable | Ala oblicua | Ala telescópica | Ala de cuerda variable |

Los aviones con los extremos de las alas replegables, generalmente hacia arriba, es una disposición frecuentemente utilizada para los aviones que operan sobre portaaviones. Fue ensayado en 1937 sobre el «Vought SB2U Vindicator» y el Douglas TBD Devastator y mediante esta configuración se pueden situar un gran número de aviones sobre el puente y darles acceso a unos ascensores y hangares de dimensiones reducidas. El avión supersónico North American XB-70 Valkyrie puede bajar en vuelo los extremos de sus alas para mejorar sus prestaciones supersónicas.
El avión con ala polimórfica es capaz de cambiar el número de planos que componen su velamen. El prototipo biplano Nikitine-Chevtchenko IS puede convertirse en monoplano replegando su ala baja en una cavidad del ala superior.
El avión de ala elevable o eyectable «Hillson Bi-mono» es un avión avión experimental inglés, creado en los años 40 del que se construyó un solo ejemplar. Podía despegar en configuración biplano antes de separarse de su ala superior, tirada por la borda, y volar como monoplano.
| Ala replegable | Ala polimórfica | Ala eyectable |